# 水戸冷凍食品
水戸冷凍食品株式会社（みとれいとうしょくひん、英: MITO FROZEN FOODS co.,ltd.）は、茨城県水戸市に本社を置く冷凍食品メーカー。冷凍食品、惣菜等の製造販売を行う。主力は給食向け製品で売上の3-4割を占める。

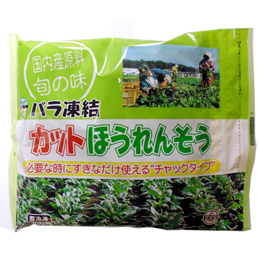
バラ凍結 カットほうれん草

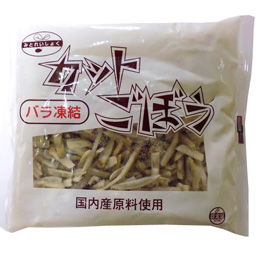
バラ凍結 カットごぼう

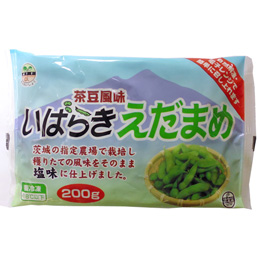
バラ凍結 いばらきえだまめ

## 沿革
1950年、農業を営んでいた宮田敬がごぼう仲買として茨城県水戸市飯富町にて創業。1976年に水戸冷凍食品有限会社を設立。国産野菜をメインに冷凍食品の製造及び販売を開始した。その後宮田敬の子、久行が事業を引き継ぎ、1992年に株式会社へ改組した。2012年には農業生産法人を設立し、野菜の生産を開始した。
2019年に令和元年東日本台風で那珂川が氾濫し、水戸市飯富町の工場が浸水した。機械が全て水に浸かるなどの甚大な被害を受けたが、12月に生産ラインの一部を復旧させた。

### 商品
主力商品の冷凍ほうれん草、冷凍小松菜、冷凍枝豆、フレッシュ枝豆は、茨城県が品質認定を行う制度「うまいもんどころ」を取得している。